# J-League de 1999
A J-League de 1999 foi a sétima edição da liga de futebol japonesa profissional J-League. Foi iniciada em 18 de março e com término em novembro de 1999.
O campeonato teve 16 clubes. O Júbilo Iwata foi o campeão, sendo o vice Shimizu S-Pulse.